# Odo von Saint-Omer
Odo von Saint-Omer (auch Otto oder Oste, * nach 1159; † um 1218) war Konstabler von Tripolis und Herr von Gogulat im Königreich Kleinarmenien.
Er ist ein jüngerer Sohn von Walter von Saint-Omer, Fürst von Galiläa und dessen Gattin Eschiva von Bures. Als solcher wurde er auch Odo von Tiberias genannt.
Seine älteren Brüder Hugo II. und Rudolf hatten den väterlichen Fürstentitel geerbt. Odo war zwischen 1194 und 1196, wie zuvor sein Bruder Wilhelm, Konstabler von Tripolis.
Spätestens im Dezember 1199 ging er nach Kilikien, wo er in die Dienste des Königs Leo I. von Armenien trat, von dem er die Herrschaft Gogulat erhielt, die er noch 1218 innehatte. Von Gogulat kontrollierte er den strategisch wichtigen Eingang zur Kilikischen Pforte.
Er heiratete Fenie (Euphemia), Tochter des Rainald Garnier, Graf von Sidon. Mit ihr hatte er zwei Kinder:
- Odo († jung)
- Eschiva, ⚭ Amalrich von Rivet, Sohn des Jakob von Rivet und der Isabella von Soissons.